# لونا (گروه)
لونا (به انگلیسی: Loona یا LOOΠΔ؛ به کره‌ای: 이달의 소녀، به معنای «دختر ماه») گروه دخترانهٔ یازده نفرهٔ اهل کره جنوبی شکل گرفته توسط بلاک‌بری کریتیو است. اعضای این گروه که در ابتدا دوازده عضو داشت، از طریق یک پروژهٔ پیش از آغاز فعالیت که از سال ۲۰۱۶ شروع شده بود، به مردم معرفی شد. در این پروژه هر کدام از اعضا به صورت دوره‌ای با انتشار یک تک‌آهنگ تبلیغاتی و در طی ۱۸ ماه معرفی شدند. این گروه با انتشار آلبوم چند آهنگه [+ +] (۲۰۱۸) و تک‌آهنگ آغازین «Favorite» و تایتل ترک «Hi High» به صورت رسمی فعالیت خود را آغاز کرد.
در ۲۵ نوامبر ۲۰۲۲، چو از گروه اخراج شد. سه روز بعد بقیه اعضا به جز هیون‌جین و وی‌وی یک دستور موقت برای تعلیق قرارداد انحصاری خود با بلاک‌بری کریتیو ثبت کردند. در ۱۳ ژانویه اعلام شد که به جین‌سول، هی‌جین، کیم لیپ و چوری اجازه لغو قراردادشان داده شده ولی بقیه اعضا به علت متفاوت بودن شرایط قراردادشان در دادگاه باخته‌اند. در ۳ فوریه اعلام شد که هیون‌جین و وی‌وی هم درخواست لغو قراردادشان را ثبت کرده‌اند. در ۱۷ مارس اعلام شد که جین‌سول، هیجین، کیم لیپ و چوری با کمپانی Modhaus قرارداد بسته‌اند. در ۳۱ مارس جیدن جونگ، رئیس کمپانی Modhaus اعلام کرد که این چهار عضو قرار است به صورت گروهی تحت نظر این کمپانی به فعالیت موسیقی خود ادامه دهند.

## اعضا
اطلاعات برگرفته از پروفایل اعضا در ناور است:
| - هی‌جین (희진) - هیون‌جین (현진) - هاسول (하슬) – لیدر - یوجین (여진) - وی‌وی (비비) - کیم لیپ (김립) - جین‌سول (진솔) - چوری (최리) - ایو (이브) - گو وون (고원) - اولیویا هه (올리비아 혜) | - چو (츄) |

### زیرگروه‌ها
- Loona 1/3 (이달의 소녀 1/3) – هاسول (لیدر زیرگروه[۷])، وی‌وی، هی‌جین، هیون‌جین[۸]
- Loona Odd Eye Circle (이달의 소녀 오드아이써클) – کیم لیپ (لیدر زیرگروه[۹])، جین‌سول، چوری
- Loona yyxy (이달의 소녀 yyxy, youth youth by young) – ایو (لیدر زیرگروه[۱۰])، گو وون، اولیویا هه، چو (عضو پیشین[۱۱])

## ترانه‌شناسی

### آلبوم‌های چندآهنگه
- [+ +] (۲۰۱۸)
- [#] (۲۰۲۰)
- [۱۲:۰۰] (۲۰۲۰)
- [&] (۲۰۲۱)
- Flip That (۲۰۲۲)
- [0] (N/A)